# Max Jendly
Max Jendly (* 3. März 1945 in Freiburg im Uechtland) ist ein Schweizer Jazzpianist und Bigband-Leiter. 
Jendly arbeitete nach einem Studium der Wirtschaftswissenschaften als Drucker und als Journalist. Nach einer musikalischen Ausbildung konzentrierte er sich 1980 auf den Jazz. Als Musiklehrer unterrichtete er in Freiburg und Montreux. „Kein anderer hat den Jazz im Kanton Freiburg so geprägt wie Max Jendly in den letzten 40 Jahren. Er war der Urheber der «Jazz Parade», dem Sommerfestival an der Freiburger Place George Python, und gründete den Jazz Club «La Spirale».“ Seit 1991 leitet er als künstlerischer Direktor die Bigband des Konservatoriums von Freiburg; er gab Konzerte, veröffentlichte Alben und komponierte. Er arrangierte für das Vian-Album von Magali Noël. Für die Inszenierung des Theaterstücks Novecento von Alessandro Baricco im Magnifique Théâtre verfasste er die Musik.

## Diskographische Hinweise
- Clark Terry & Le Grand Bidule Clark Terry at Buffalo State, May 3, 1979 (1979)
- Max Jendly Chocoratorio (Disques Office, 1997,  mit Antoine Ogay u. a.)
- Big Band du Conservatoire Fribourg Jazz for Fan (1998)
- Max Jendly Jazz Trio Blues Charm (Chemins de fer du Kaeserberg, 2013)